# Rudolph Otto von Budritzki
Rudolph Otto von Budritzki (né le 17 octobre 1812 à Berlin et mort le 15 février 1876 dans la même ville) est un général d'infanterie prussien.

## Biographie

### Origine
Il est le fils du lieutenant-colonel prussien Ludwig von Budritzki (1770-1820) et de sa femme Charlotte, née Wißmann (1782-1842).

### Carrière militaire
Budritzki rejoint le 1er régiment de grenadiers de la Garde de l'armée prussienne le 13 août 1830 en tant que sous-lieutenant après avoir servi dans le corps des cadets à Potsdam et à Berlin et est nommé adjudant de bataillon le 1er janvier 1840. Promu premier lieutenant le 26 septembre 1844, il participe aux combats de rue à Berlin (de) lors de la révolution de 1848, et la même année, à la campagne contre le Danemark lors de la bataille de Schleswig. Avec sa promotion au grade de capitaine le 14 décembre 1848 Budritzki est nommé commandant de compagnie. À ce titre, il se distingue par sa bravoure personnelle lors des combats de rue à Dresde en 1849. Il dirige lui-même l'attaque de l'hôtel de Rome (de) fortifié à Neumarkt et est le premier à sauter par une fenêtre du rez-de-chaussée après que la porte n'ait pu être ouverte.
Budritzki est promu major en mai 1856 et devient lieutenant-colonel en 1860. L'année suivante, il est nommé commandant du régiment ducal de Saxe-Cobourg-Gotha (de). En 1864, il est nommé commandant du 4e régiment de grenadiers de la Garde. Il participe à la guerre contre le Danemark, où lui et son régiment de la Garde reçurent l'attention particulière du roi, et surtout de la reine Augusta. Pour les blessés de la guerre, il reçoit « un don de mille thalers à utiliser convenablement soit dans un fonds de dotation, soit pour une répartition partielle entre les blessés et les familles de ceux qui sont tombés au champ d'honneur ». Son régiment n'a pas du tout été activement impliqué dans les combats.
Le 18 avril 1865, il prend la tête du 1er régiment de grenadiers de la Garde, dans lequel il avait commencé sa carrière. Dans la guerre austro-prussienne en 1866, , promu entre-temps général de division, il dirige la 3e brigade d'infanterie de la Garde, notamment lors de la bataille de Sadowa.
Pendant la guerre de 1870, en tant que lieutenant-général, il est commandant de la 2e division d'infanterie de la garde. Avec cette grande unité, il combat à la bataille de Saint-Privat et avec succès à Sedan avant que le corps de la Garde ne soit relocalisé en dehors de Paris. C'est là qu'il dirige la contre-attaque réussie lors de la bataille du Bourget. Au cours de cette bataille, il porte personnellement le drapeau du 2e bataillon du 3e régiment de grenadiers de la Garde, cette scène est représentée sur plusieurs photos et cartes postales. Pour son service dans cette bataille, il est décoré de l'ordre Pour le Mérite le 11 novembre 1870.
Après la guerre, Budritzki est également membre de la commission chargée d'élaborer le code pénal militaire pour l'Empire allemand en 1871. Au printemps de 1875, il tombe malade et fait des cures à Wiesbaden et Norderney. Comme il n'y avait pas d'amélioration, Budritzki présente sa démission et est mis à disposition le 28 octobre 1875 avec l'attribution du caractère de général d'infanterie avec pension. Parallèlement, il est placé à la suite du 1er régiment de grenadiers de la Garde.
Il est enterré dans le cimetière des Invalides de Berlin après sa mort le 19 février 1876.

### Famille
Budritzki épouse Therese von Tresckow (de) (1826-1874) à Berlin le 17 octobre 1845. De ce mariage sont nés quatre filles et un fils, Ferdinand (né en 1853), qui est également devenu officier dans l'armée prussienne.